# 重信房子
重信 房子（しげのぶ ふさこ、1945年〈昭和20年〉9月28日 - ）は、日本のテロリスト、新左翼活動家。元赤軍派中央委員、日本赤軍の元最高幹部。
ハーグ事件の共謀共同正犯として有罪となり、懲役20年の判決を受けた。東日本成人矯正医療センターなどで服役していたが、2022年5月28日に刑期満了で出所した。重信メイは娘。

## 来歴

### 生い立ち
1945年（昭和20年）9月28日、東京都世田谷区で4人兄弟の次女として生まれた。父の重信末夫は四元義隆と同郷の鹿児島県出身で、第二次世界大戦前の血盟団事件に関与した右翼団体金鶏学院の門下生であった（血盟団メンバーと報じられることがあるが、メンバーではなく事件にも一切関与していない）。房子はこの父の影響を強く受けた。少女時代は「小さな親切運動」に熱心に取り組み、表彰を受けた。また、文学少女でもあった。
東京都立第一商業高等学校卒業後、キッコーマンで働きながら小学校教員を目指し、明治大学文学部史学地理学科の夜学に通う。大学では一時期明治大学雄辯部に参加、更に文学研究会に入会して『一揆』というミニコミ誌を出していた。

### 学生運動
大学入学後、夜学連に参加し、2年次に文学研究会が属していた研究部連合会の事務長を務めていた重信は学費値上げに絡んで明大闘争に参加した。この際、後に連合赤軍山岳ベース事件でリンチ殺人の犠牲となった遠山美枝子（二部法学部、麒麟麦酒勤務）と知り合う。明大闘争において全学連における立場を失墜させた共産主義者同盟（第二次ブント）の再建に協力してほしいとオルグされ、加入。系列の明大現代思想研究会、二部の社会主義学生同盟の責任者として活動。神田カルチェ・ラタン闘争にも関わった。その後分裂した共産主義者同盟赤軍派に創立メンバーとして加わる。塩見孝也ら幹部が逮捕され弱体化する中で主導権を握った森恒夫と対立した。
1970年（昭和45年）5月9日、前年発覚した大菩薩峠事件に関与していたとして、東京都町田市内で爆発物取締罰則、殺人予備容疑で逮捕される。この時点で共産同赤軍派の女性最高幹部とされ、前年に塩見孝也が逮捕されて以降、組織全体を動かす重要なポストについていたと目されていた。後に釈放。

### 日本赤軍
重信は1971年に「国際根拠地論」に基づいて、パレスチナに赤軍派の海外基地を作ろうとする。
同年2月2日に神戸市で「京都パルチザン」の奥平剛士との婚姻届を提出、「奥平房子」という戸籍を得て2月28日に出国した。1972年の時点で、結婚相手の奥平剛士（1972年5月、民間人ら23人を殺害、計100人以上を無差別殺傷したテルアビブ空港乱射事件のテロ行為で死亡）とは偽装結婚であると報じられており、潜伏先であるレバノンのベイルートでは別々のアパートを借り、現地の日本人に「あの人は本当は主人ではないのです」と説明していることなどが根拠とされている。なお重信は、後にパレスチナ人男性と結婚した。
重信房子や奥平剛士らは、国際義勇兵としてパレスチナ解放人民戦線（PFLP）に参加して、「革命運動」を主張してレバノンのベカー高原を主な根拠地に軍事訓練を行った。
このため当初は独立した組織との認識は共有されておらず、自称も「アラブ赤軍」、「赤軍派アラブ委員会」、「革命赤軍」等であった。1972年5月にはテルアビブ空港乱射事件後のPFLPと重信との共同声明の中で、「『日本赤軍』結成の日」との表現が使用されたが、組織名称を公式に「日本赤軍」としたのは後の1974年であった。重信は日本赤軍の最高幹部となり、1980年代にかけて世界各地でハイジャック事件や誘拐事件を含む多数の日本赤軍事件を発生させ、ドイツ赤軍や赤い旅団などにも影響を与えた。

### 逮捕
その後、重信は「ハーグ事件」への関与で国際手配を受けたものの逃亡を続け、不法に入手した偽造旅券を使って日本に不法入国し、その後しばらく大阪市西成区のマンションに潜伏していた。
2000年、日本赤軍の支援者を視察していた大阪府警警備部公安第三課は、視察対象者が重信に似た女性と接触していたのを現認し、視察・捜査を開始。重信は特徴となっていたホクロを化粧で隠していたものの、独特のタバコの吸い方や、重信に似た女が某所で飲んだコーヒー缶から採取された指紋が一致したことなどから、女が重信であることを突き止めた。そして公安第三課はハーグ事件から26年後の2000年11月8日に重信を大阪府高槻市において旅券法違反容疑で逮捕した。なお、大阪から警視庁への移送には東海道新幹線が用いられ、逃亡を防止するため当時存在したグリーン車の個室に閉じ込めての移送となった。
重信が逮捕の際に押収された資料、それを報じた新聞などによれば、重信は1997年12月から2000年9月に、自ら他人になりすまして日本国旅券を取得し、関西国際空港から計16回にわたって中国などに出入国を繰り返し、また1991年から日本での「武力革命」を目的とした「人民革命党」及びその公然活動部門を担当する覆面組織「希望の21世紀」を設立。またそれを足がかりとして、日本社会党との連携を計画していたとされる。
なお「希望の21世紀」は同事件に関連し、警視庁と大阪府警の家宅捜索を受けたが、日本赤軍との関係を否定している。また社会民主党区議の自宅なども「希望の21世紀」の関連先として同時に捜索を受けたが、社会民主党は「何も知らなかったが事実関係を調査する」とした。また、重信が残した多数の証拠品により支援組織が解明され、会社社長・教諭・医師・病院職員が次々に重信を匿った犯人隠避の疑いで検挙された。

### 解散
2001年には獄中から、組織として事実上崩壊していた日本赤軍の解散を発表している。2009年6月に、初めて産経新聞のインタビューに応じ、過去の活動について「世界を変えるといい気になっていた」と語った。一方で「運動が行き詰まったとき、武装闘争に走った。世界で学生運動が盛り上がっていたが、故郷に戻り、運動を続けたところもあった。私たちも故郷に戻って運動を続けていれば、変わった結果になったかもしれない」と自責の念にも駆られていたとも述べた。

## ハーグ事件裁判

### 起訴
重信は1974年9月13日に日本赤軍がフランス当局に逮捕されたメンバー（山田義昭）を奪還するために、オランダのハーグで起こしたフランス大使館占拠事件、いわゆる「ハーグ事件」への関与をめぐり、逮捕監禁罪・殺人未遂罪などでの共謀共同正犯で起訴された。
検察側は日本赤軍が実行翌日に犯行声明を出したり、その他の日本赤軍の刊行物からPFLPに武器調達や解放された仲間を受け入れる国との調整を依頼していたこと、事件後の会議で重信が準備不足などを反省する発言をしたとする元メンバーらの供述などの証拠から、ハーグ事件について首謀者として犯行を主導したと主張し無期懲役を求刑した。これに対して弁護側は「ハーグ事件当時、日本赤軍が組織体制を確立しておらず、PFLPの作戦であったから重信が指示・指導する立場ではなかったうえ、謀議があったとされる時期にはリビアにいてアリバイがある」と無罪を主張した。
東京地方裁判所は2006年2月23日に「重信被告は武器調達や解放された仲間を受け入れる国との調整をPFLPに依頼するという重要な役割を担っていた」と認定し、さらにアリバイについては「共謀の詳しい内容や時期、場所は明らかではないが、被告がアラブ諸国の協力組織を介するなどして実行犯と共謀しており、アリバイとして成立しない」と認定した。量刑は「自らの主義や主張を絶対視し、多数の生命、身体への危険を意に介さない身勝手な犯行であり、真摯な反省がみられない」としたが、一方で「犯行の重要事項については実行犯の和光晴生が決定しており、被告は中核的立場を担ったものの犯行を主導したと断言できない」とし、検察が求刑していた無期懲役を退けて懲役20年の判決を言い渡した。

### 判決確定と服役
これに対して重信の娘の重信メイと主任の大谷恭子弁護人は同日控訴した。控訴審では弁護側と検察側双方が、1970年代から1980年代にかけ重信と同様に世界各国でテロ事件を起こし多数の民間人を殺害し、フランスで終身刑を受けているテロリストの「カルロス」受刑者から、「ハーグ事件」の指揮系統や武器提供の経緯についての証言を得て、裁判所に提出された。
2007年12月20日に東京高等裁判所は一審判決を支持し、控訴を棄却した。重信は上告したが2010年7月15日に棄却が決定し刑が確定した。重信は上告棄却決定に対する異議申し立てを行ったが、2010年8月4日に最高裁判所第2小法廷（竹内行夫裁判長）は棄却する決定をし、懲役20年とした一・二審判決が確定し重信はその後服役した。服役中に癌を患い、2020年時点では、東日本成人矯正医療センターにて抗がん剤の治療を受けていると報じられた。

### 出所
2022年5月28日が刑期満了となり、同日午前8時前に東日本成人矯正医療センターから出所した。出所後の取材に対して「闘いの中で無辜の人たちに被害を与えた。おわびします」と述べたほか、用意した文書でも被害者への謝罪やかつての闘争方針の誤りを記した。出所時の報道では服役中に4度の癌の手術を受けたとされ、出所後も治療に専念するという。

## その他
- 八尾恵（よど号グループの柴田泰弘の元妻）の著書『謝罪します』には、「1970年代後半に北朝鮮に在住し始めた時の夫の柴田のアルバムに、日本赤軍の重信房子がチマチョゴリを着て2歳くらいの娘と一緒の写真があった」と書かれており、重信とよど号グループとの関係が指摘されている。和光晴生は1974年に北朝鮮当局に資金援助を求める手紙を見せられたこと、そして翌1975年に重信が北朝鮮に渡航したことと、その後、同国の「主体思想」に基づく「思想闘争」という活動形態が組織内部に持ち込まれたことを述懐している[42]。但し、重信自身は和光の述懐の内容について「穿ち過ぎ」であるとし[43]、「思想闘争」や「自己批判」を行う「援助会」に関してはイスラエルやヨルダン政府などとの闘いの中で生まれたものだ、として否定している[44]。また、足立正生は1974年に日本赤軍に合流した際に年長者として思想や組織、革命に関しての議論を活発にさせたと述懐しており[45]、全てが北朝鮮やよど号グループの影響なのかは判然としない面がある。
- 1965年～1966年頃、大学の弁論大会に出たことから知り合った、地方の自民党幹部の息子という大学生と婚約しており、相手の父親にもその性格や容姿を絶賛されていたが、政治思想の相違から別れることとなった。その人物はその後国会議員になった[8]。また、雄辯会の女子学生が珍しかったため、各大学の雄辯会の紹介で度々ウグイス嬢のアルバイトをすることがあった[8][46]。
- ブントの中では「魔女」[47]、新宿ゴールデン街に集まる著名人たちからは「赤軍姉ちゃん」、アラブに渡った当初交流していたベイルートの外交官や商社員ら日本人社会の人々からは「赤軍ちゃん」のニックネームで呼ばれていた[48]。PFLFやパレスチナ人の仲間内では「マリアン」の通名で通っていた[49]。他に「ミス ユキ」などの変名を確認されている[50]。

- 出所後の2023年に朝日新聞から受けた取材の中で当時を振り返り、重信が明治大学で学生運動をしていた当初は「左翼の男性には女性と対等を心がけるフェミニストも多く日本の男社会の壁も乗り越えられる」とポジティブに考えていたが、実際の運動現場には「無自覚な女性差別が多かった。男性中心の学歴主義で上下関係が強く、女性は排除されていた」と語っている。重信はその時に重信が当時加入していた赤軍派の中央委員会に対して、遠山美枝子ら女性メンバーらと連名で「補助的な仕事しかさせないのは差別」、「能力に応じて配置を」と意見書を提出したが、それを受け取った赤軍派の男性幹部は「なまいき」と一言で済ませ、それに対して重信は「女で上等、それが何か」と啖呵をきったという。そのこともあって当時の重信は「社会が変わらない限り議論しても無駄。闘争の過程で人間としての女性の価値を認めさせるしかない」と考えたが、今は「家父長制的で女性差別もあった組織を、多様な意見を取り入れる組織に変えることが出来なかった。反省は多い。」と当時を振り返っている[51]。

## 著作

### 単著
- 『わが愛わが革命』講談社、1974年11月。 NCID BN02343808。全国書誌番号:72004889NDLJP:11927661。
  - パレスチナ解放闘争史：p.260-263
- 『十年目の眼差から』話の特集、1983年1月。 NCID BN02791412。全国書誌番号:83023551NDLJP:11927803。
- 『大地に耳をつければ日本の音がする 日本共産主義運動の教訓』ウニタ書舗、1984年7月。 NCID BN14868059。全国書誌番号:85032372NDLJP:12234364。
- 『ベイルート1982年夏』話の特集、1984年10月。 NCID BN02683511。全国書誌番号:85049525NDLJP:11928336。
- 『りんごの木の下であなたを産もうと決めた』幻冬舎、2001年4月。ISBN 9784344000827。 NCID BA51953483。全国書誌番号:20248032。
- 『ジャスミンを銃口に 重信房子歌集』幻冬舎、2005年7月。ISBN 9784344010154。 NCID BA74921373。全国書誌番号:20844576。
- 『日本赤軍私史 パレスチナと共に』河出書房新社、2009年7月。ISBN 9784309244662。 NCID BA91005383。全国書誌番号:21639518。
- 『革命の季節 パレスチナの戦場から』幻冬舎、2012年12月。ISBN 9784344023147。 NCID BB11734244。全国書誌番号:22260481。
- 『戦士たちの記録 パレスチナに生きる』幻冬舎、2022年5月。ISBN 9784344039612。 NCID BC14933302。全国書誌番号:23698873。
- 『歌集 暁の星』皓星社、2022年5月。ISBN 9784774407654。全国書誌番号:23689093。
- 『パレスチナ解放闘争史 1916-2024』作品社、2024年3月。ISBN 9784867930182。全国書誌番号:。

### 編著
- 『資料・中東レポート』 1巻、ウニタ書舗、1985年12月。 NCID BN05202176。全国書誌番号:87045788NDLJP:11927820。
- 『資料・中東レポート』 2巻、ウニタ書舗、1986年4月。 NCID BN05202176。全国書誌番号:87045789NDLJP:11927391。

### 執筆
- 「第2章 全共闘の魂はアラブを駆け巡った」『日本赤軍！ 世界を疾走した群像』小嵐九八郎聞き手、図書新聞〈シリーズ六〇年代・七〇年代を検証する 2〉、2010年9月。ISBN 9784886114365。 NCID BB03306890。全国書誌番号:21902527。
- 堀内哲 編「人間を「象徴」に祭り上げる必要はない。」『天皇制と共和制の狭間で 30代～90代の日本エンペラー論』第三書館、2018年3月。ISBN 9784807418084。 NCID BB25952050。全国書誌番号:23123363。
- 全共闘未完の総括編纂委員会 編「誇りと反省の継承として「続・全共闘白書」を読む」『「全共闘」未完の総括 450人アンケートを読む』世界書院、2021年1月。ISBN 9784792795856。 NCID BC06727597。全国書誌番号:23484141。

### 寄稿等
- 「準備なく逮捕されてごめんなさい。元気で再スタートします」『創』第31巻第1号、創出版、2001年1月、102-104頁、NAID 40002470823。
- 「拘留理由開示法廷に際して」『情況 第三期』第2巻第1号、情況出版、2001年1月、174-177頁、NAID 40005375148。
- 「公判意見陳述／日本赤軍解散声明／パレスチナ諸団体関連資料」『情況 第三期』第2巻第5号、情況出版、2001年6月、86-142頁、NAID 40005375218。
- 「グローバル時代の闘争（上）」『情況 第三期』第2巻第8号、情況出版、2001年10月、78-90頁、NAID 40005375289。
- 「情況への提言 アメリカ帝国の崩壊の始りか」『情況 第三期』第2巻第9号、情況出版、2001年11月、15-17頁、NAID 40005375301。
- 「文明の共存を求めて」『情況 第三期』第3巻第1号、情況出版、2002年1月、235-240頁、NAID 40005375357。
- 「獄中から 映画の戦友たち」『情況 第三期』第4巻第6号、情況出版、2003年6月、6-20頁、NAID 40005832562。
- 「今改めて「連赤」を考える」『情況 第三期』第5巻第9号、情況出版、2004年10月、244-248頁、NAID 40006446190。
- 「パレスチナ、レバノン情勢を読む」『情況 第三期』第7巻第5号、情況出版、2006年9月、40-61頁、NAID 40015852939。
- 「書評 若松孝二『反権力の肖像』」『情況 第三期』第9巻第1号、情況出版、2008年1月、234-241頁、NAID 40015837523。
- 「獄中特別手記 塀の中で体験した私のがん闘病記」『創』第39巻第5号、創出版、2009年5月、114-121頁、NAID 40016621034。
- 「公判をふりかえって」『情況 第三期』第11巻第7号、情況出版、2010年8月、203-239頁、NAID 40017214420。
- 「安倍首相の中東外交とイスラエル」『情況 第四期』第4巻第3号、情況出版、2015年5月、88-95頁、NAID 40020475796。
- 「「イスラーム国」と宗派戦争」『情況 第四期』第4巻第5号、情況出版、2015年7月、163-184頁、NAID 40020530629。
- 「サウジアラビア新王政の覇権」『情況 第四期』第4巻第6号、情況出版、2015年8月、172-187頁、NAID 40020554699。
- 「アサド政権とシリアの行方（上）」『情況 第四期』第4巻第9号、情況出版、2015年11月、125-140頁、NAID 40020653271。
- 「中東二〇一六年 「サイクス・ピコ密約」から百年」『情況 第四期』第5巻第1号、情況出版、2016年2月、131-148頁、NAID 40020768885。
- 「八王子医療刑務所からの通信 4回目のがん手術と闘病の3カ月」『創』第46巻第7号、創出版、2016年8月、102-107頁、NAID 40020903221。
- 「アサド政権とシリアの行方（下）」『情況 第四期』第4巻第10号、情況出版、2016年12月、211-226頁、NAID 40020689178。
- 「ヒラリー・クリントンとイスラエルロビー」『情況 第四期』第5巻第5号、情況出版、2016年12月、12-27頁、NAID 40021050893。

### 対談
- 重信房子、小田実「未来なきレーガン流国家テロリズム」『朝日ジャーナル』第29巻第11号、朝日新聞社、1987年3月、89-93頁、NAID 40004491002。
- 大谷恭子、重信房子「執行停止申し立てはなぜ認められなかったのか 元日本赤軍・丸岡修さんの死と刑務所の獄中医療」『創』第41巻第7号、創出版、2011年8月、72-76頁、NAID 40018908535。

### 連載
- 「重信房子の半生記」『サンデー毎日』64巻54号-65巻8号、毎日新聞出版、1985年12月 - 1986年2月。
  - 竹中労構成

### 特集
- 『赤軍 1969→2001 総特集』河出書房新社〈KAWADE夢ムック〉、2001年1月。ISBN 9784309976013。 NCID BA51436459。全国書誌番号:20209175。
  - 【独占掲載・意見書】重信房子 日本赤軍は何を考えていたのか
  - 重信房子アンソロジー（わが愛わが革命, 十年目の眼差から, 大地に耳をつければ日本の音がする, ベイルート1982年夏, 赤軍-PFLP・世界戦争宣言）
- 「帰ってきた「魔女」重信房子」『情況 第五期』第5巻第3号、情況出版、2022年7月、62-96頁。
  - 誌上インタビュー　重信房子さん
  - 小説「朝鮮の子」房子、高校時代の短編作品

## 関連書
- 由井りょう子『重信房子がいた時代』世界書院〈情況新書〉、2011年6月。ISBN 9784792721183。
- 丸岡修『丸岡修自述 元・日本赤軍軍事指揮官告白録』風塵社、2013年5月。ISBN 9784776300564。
  - 第2章 重信房子公判丸岡修証人出廷証言

## 関連する作品
- 『赤軍－PFLP・世界戦争宣言』- 若松プロダクション製作の1971年のドキュメンタリー映画作品。足立正生と若松孝二の両監督がカンヌ国際映画祭の帰途にレバノンのベイルートに滞在する重信とPFLPの協力を得て撮影した。監督は足立と若松の共同で行ない、重信は両監督とともにPFLPの日常をルポし、日本語版作品の音声も担当した。2007年にニュープリントで上映された。
- 『オリーブの樹の下で』- ロックヴォーカリストのパンタがアコースティックユニット「響」の作品として、2007年8月に発表したアルバム。アルバム中の歌詞は重信房子とパンタとの往復書簡を利用して作詞された。娘のメイが「母への花束」の作詞を、またLeila's Ballade （『ライラのバラード』）で英語訳詞も担当した。
- 『革命の子どもたち』- 2010年製作のイギリス映画。重信房子やドイツ赤軍のリーダーウルリケ・マインホフなどの娘達が、母親の足跡を辿るドキュメンタリー。2014年7月に日本公開。
- 『重信房子、メイと足立正生のアナバシス そしてイメージのない27年間』- 2011年、フランス、足立正生に多大な影響を受けたフランス人映像作家エリック・ボードレールによる映像アンソロジー。
- 『実録・連合赤軍 あさま山荘への道程』若松孝二監督による2008年の映画。重信房子役は伴杏里。
- 『帝都物語』 - フサコ・イトーという名で登場する。ドルジェフの側近。
- 『メドゥーサ』 - かわぐちかいじの漫画。榊陽子のモデルは重信房子。